# Maud Begon
Maud Begon est une autrice de bande dessinée française, née à Toulouse le 31 mars 1987. 
Elle est notamment l'auteur de la série Bouche d'ombre.

## Biographie
Maud Begon est originaire de Toulouse. Elle fait des études de graphisme à l’École Olivier de Serres à Paris et, en parallèle, elle tient un blog portant sur la bande dessinée ; l'éditeur Manolosanctis la repère et lui propose de participer aux albums collectifs Vivre dessous, Phantasmes et 13m28, puis de publier, en 2010, son premier album Antigone qui est un roman graphique. Elle réalise en 2013, avec le scénariste Joseph Safieddine, Je n’ai jamais connu la guerre chez Casterman. 
Elle participe à la bande dessinée numérique Les Autres gens, série issue de la collaboration de plusieurs dessinateurs, avec Thomas Cadène au scénario. En collaboration avec Carole Martinez, elle débute la série Bouche d'ombre, qui attire des critiques positives sur Le Figaro Littéraire et qui en 2019 compte quatre volets ; pour ce troisième volume, Le Figaro Littéraire souligne « La fantaisie rêveuse des dessins de Maud Begon ».
En 2025 paraissent les 2 premiers tomes de la série de bande dessinée jeunesse Folklore : « Dans chaque volume de cet univers (indépendant des autres et dessiné par un artiste différent), on suit un personnage qui va surmonter ses doutes et les divers obstacles se dressant sur le chemin de son avenir », sur un scénario de Loïc Clément, d'après l'univers de Anne Montel et Loïc Clément. Elle dessine le tome 2 La mécanique des rêves, univers autour d'« une princesse panthère qui préférerait réparer des objets plutôt que de reprendre le trône de son père ».

## Œuvres publiées

### Bandes dessinées
- Antigone[10], 2010 (One shot, Manolosanctis)
- Je n'ai jamais connu la guerre[11], 2013 (One shot, Casterman), scénario de Joseph Safieddine.
- Bouche d'ombre, scénario de Carole Martinez, Casterman

1. Lou 1985[12], 68 p., 2014 (DL 05/2014)  (ISBN 978-2-203-06664-9)
2. Lucie 1900[13], 88 p., avec 5 pages de supplément en fin d'album, 2015 (DL 04/2015)  (ISBN 978-2-203-09061-3)
3. Lucienne 1853[14], 95 p., avec un vernis sélectif sur la couverture, 2017 (DL 02/2017)  (ISBN 978-2-203-09748-3)
4. Louise 1516[15], 112 p., (DL 08/2019)  (ISBN 9782203124318)

- Folklore, scénario Loïc Clément, dessin Maud Begon, couleur Grelin ; d'après l'univers de Anne Montel et Loïc Clément, Dargaud 
  - Tome 2 : La Mécanique des rêves, 2025 Chaque tome de la série est dessiné par un artiste différent[9]

### Participations
- Phantasmes, parrainé par Pénélope Bagieu (One shot, 2010, Manolosanctis)
- 13m28, parrainé par RaphaëlB (One shot, 2011, Manolosanctis)
- Vivre Dessous, parrainé par Thomas Cadène (One shot, 2011, Manolosanctis)
- Les Autres gens (série en cours, 2014, Dupuis), scénario de Thomas Cadène.